# Mọt lạc serratus
Mọt lạc serratus (Danh pháp khoa học:Caryedon serratus) là một loài bọ cánh cứng trong họ Bruchidae. Loài này được Olivier miêu tả khoa học năm 1790. Đây là loài thuộc đối tượng kiểm dịch nhóm I, tức nhóm những vi sinh vật có nguy cơ gây thiệt hại nghiêm trọng với thực vật và chưa có trên lãnh thổ Việt Nam.